# سفره‌ماهی‌های بینی‌گاوی
سفره‌ماهی‌های بینی‌گاوی (نام علمی: Rhinoptera) یک سرده از سفره‌ماهی‌ها است که معمولاً به عنوان سفره‌ماهی‌های بینی‌گاوی شناخته می‌شود. این سرده تنها عضو خانواده سفره‌ماهیان بینی‌گاوی Rhinopteridae است.